# Ловчев, Герман Александрович
Герман Александрович Ловчев (10 июня 1981, Великие Луки, Псковская область) — российский футболист, нападающий.

## Карьера
Воспитанник СДЮШОР Великие Луки. За свою карьеру выступал в российских командах «Энергия»/«Луки-СКИФ» (Великие Луки), «Спартак» (Москва), «Уралан», «Москва», «Авангард» (Курск), «Долгие Пруды», а также за литовский клуб «Ветра» (Вильнюс) и финский «Ракуунат» (Лаппеенранта).
В мае 2009 в составе команды «Балтика-Миллениум» Москва участвовал в Кубке России по пляжному футболу.

## Достижения
- Чемпион России: 2000 (1 матч)